# Équipement à agent seul
 (janvier 2025).
L'équipement à agent seul (EAS), one-person operation (OPO), driver-only operation (DOO), one-man operation (OMO), single person train operation (SPTO) ou l'OPTO (One-Person Train Operation) est un mode d'exploitation ferroviaire de métros ou de trains dans lequel le conducteur de train n'est pas accompagné d'un autre agent: il gère seul le service voyageurs — c'est-à-dire l'ouverture et la fermeture des portes aux arrêts —. Dans ces trains, il n'y a donc pas de contrôleur (agent du service commercial trains).

## Mode d'exploitation en France

### Présentation
Traditionnellement, les trains de voyageurs de la SNCF sont exploités avec à la fois un agent de conduite (ADC) chargé de la conduite à proprement parler et un ou plusieurs agents du service commercial trains (ASCT), couramment appelés contrôleurs, chargés — entre autres prérogatives — des opérations de montée et descente des voyageurs ainsi que des annonces aux voyageurs ; les ASCT sont également habilités à effectuer certaines opérations de sécurité telles que la procédure de couverture d'obstacle visant à empêcher qu'un autre train ne percute un obstacle (qui peut être le premier train lui-même).
Dans le mode d'exploitation équipement à agent seul (EAS), l'ADC est seul à bord et gère lui-même, depuis la cabine de conduite, l'ouverture et la fermeture des portes (appelés « service du train » dans le jargon réglementaire ferroviaire). Des contrôleurs peuvent parfois être présents à bord, mais la gestion des portes demeure alors assurée par le conducteur. L'ADC assure également les annonces sonores à l'attention des voyageurs et répond lui-même en cas de signal d'alarme (signal d'alarme par interphonie, SAI).

### Historique

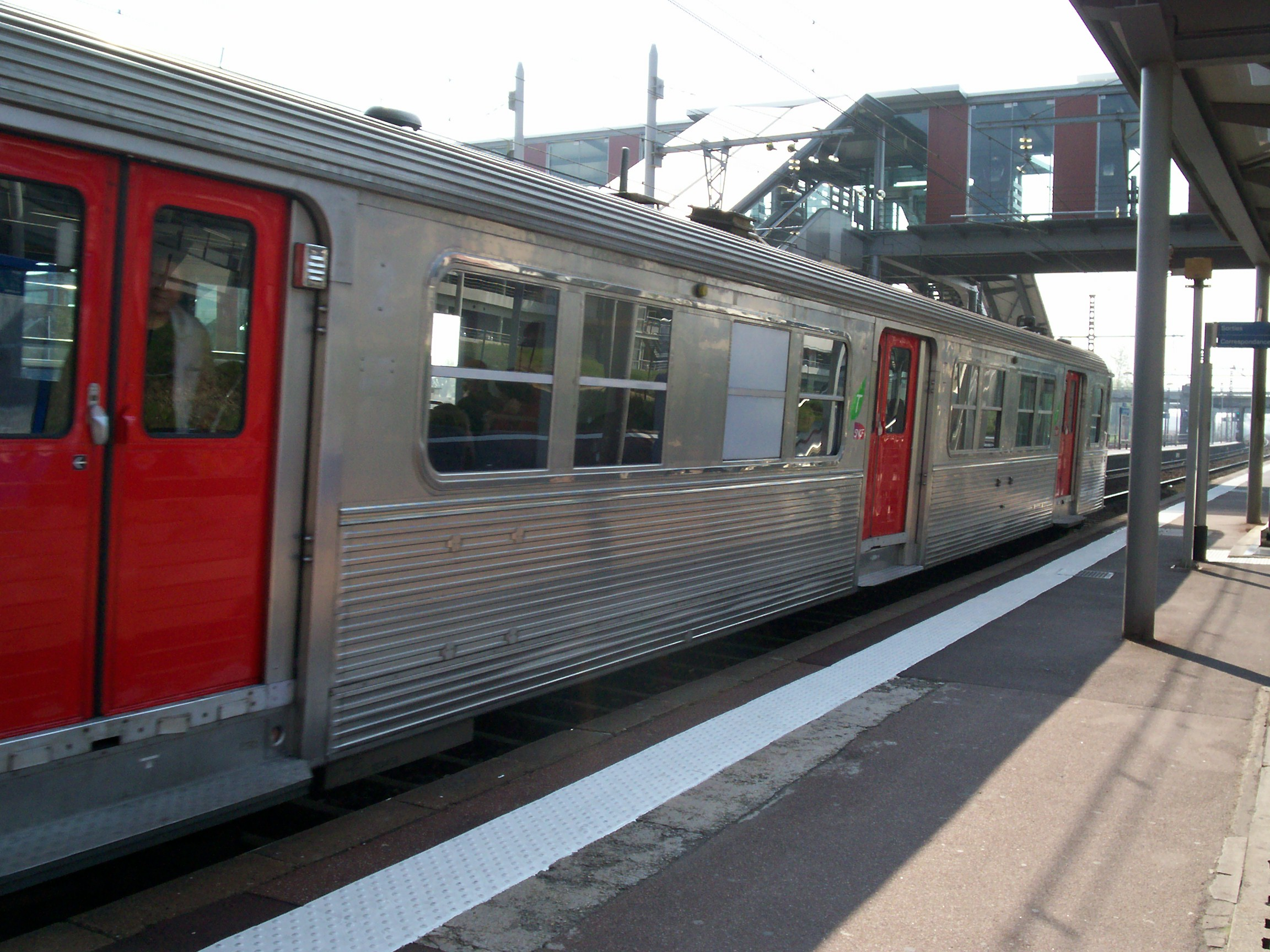
Une rame Z 5300 de la ligne D du RER avec les portes peintes en rouge pour indiquer que la rame est équipée de l'EAS.

Le mode d'exploitation EAS est adopté dans les trains Transilien d'Île-de-France à compter de 1976 ; son usage dans les TER et trains Intercités se répand dans les années 2010,. En 2019, la quasi-totalité des trains Transilien et 75 % des TER sont exploités en EAS.
L'usage du mode d'exploitation EAS est motivé, selon la SNCF, par un objectif de régularité (l'absence inopinée du contrôleur n'empêche plus le train de partir) et un objectif de lutte contre la fraude (les contrôleurs peuvent se concentrer sur les lignes ou les horaires où la fraude est la plus élevée) ; il répond également à une volonté de réduire les coûts en personnel.
L'exploitation des TER en EAS fait à plusieurs reprises l'objet de critiques de la part d'une partie des cheminots et de certains syndicats, qui évoquent des risques accrus en matière de sûreté (risque d'agression, etc.),, et de sécurité ferroviaire (en cas de collision, notamment, comme c'est le cas lors de l'accident de Saint-Pierre-sur-Vence en octobre 2019) — ce que contestent la direction de la SNCF et le gouvernement.

## États-Unis
Au métro de New York, l'OPTO est apparu en 1996, et a d'abord été utilisé dans des shuttles (navettes) c’est-à-dire des lignes de métro qui couvrent de courtes distances, entre deux grands centres par exemple. Par la suite, l'OPTO a été utilisé sur les lignes de métro régulières. À New York, l'OPTO est en place sur les lignes S 42nd Street Shuttle, S Rockaway Park Shuttle, S Franklin Avenue Shuttle ainsi que sur la ligne G[réf. nécessaire]. Il est aussi en place sur la ligne L et la ligne 7.

## Équipements
L'équipement agent seul consiste en :
- des écrans, embarqués en cabine (dits « écrans EAS ») ou sur le quai, permettant au conducteur d'observer la descente des voyageurs[13],[14] ;
- un système de fermeture automatique des portes, couramment doté d'un ronfleur et d'une lampe dite LSFP (lampe de signalisation fermeture portes) permettant de contrôler la fermeture de la totalité des portes[14],[15] ;
- une radio sol-train équipée de l'interphonie pour le signal d'alarme par interphonie (SAI) et de la sonorisation pour les annonces à destination des voyageurs[14],[5],[10].

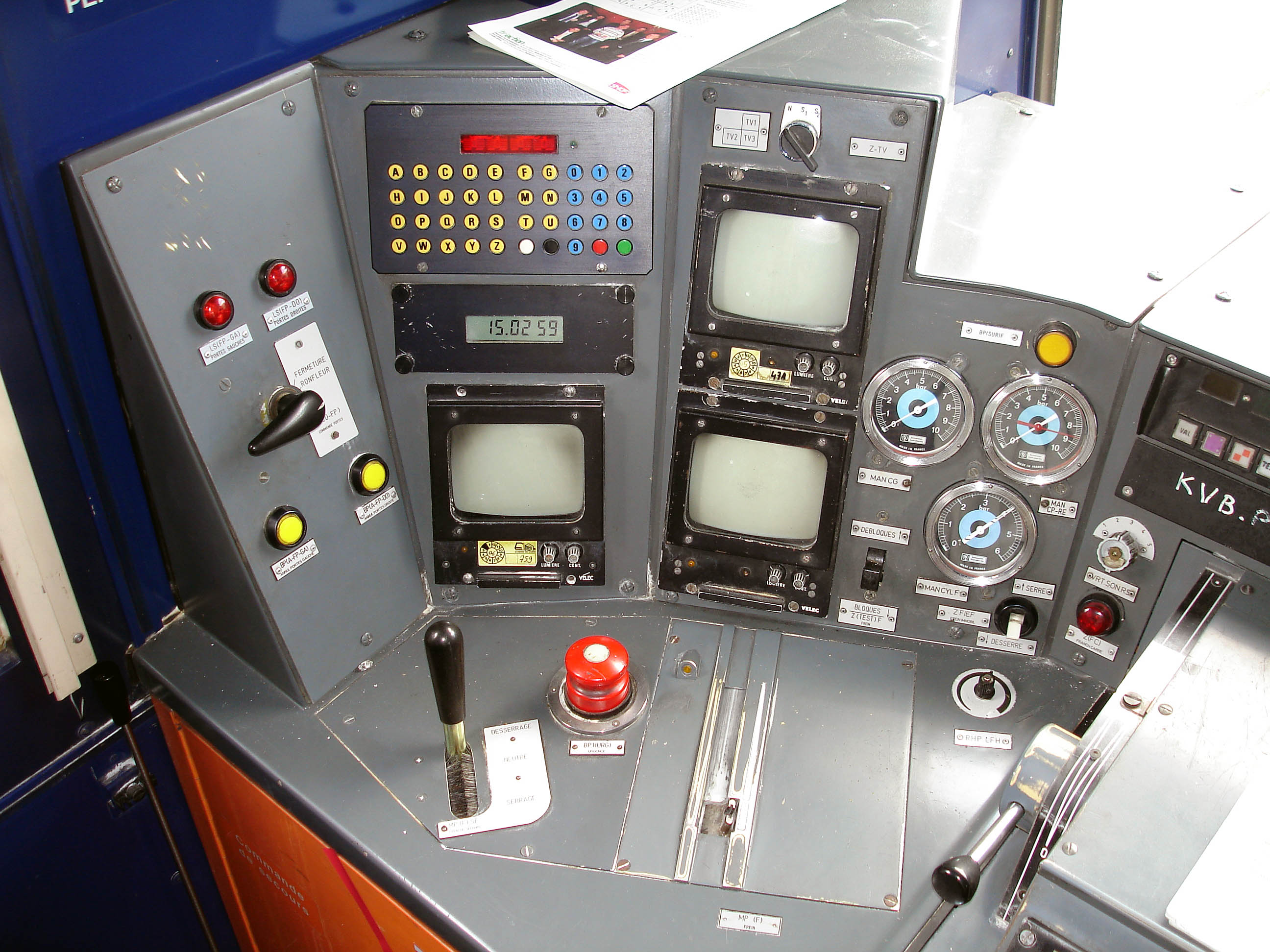
Écrans de contrôle dans la cabine d'une rame Z 20500.
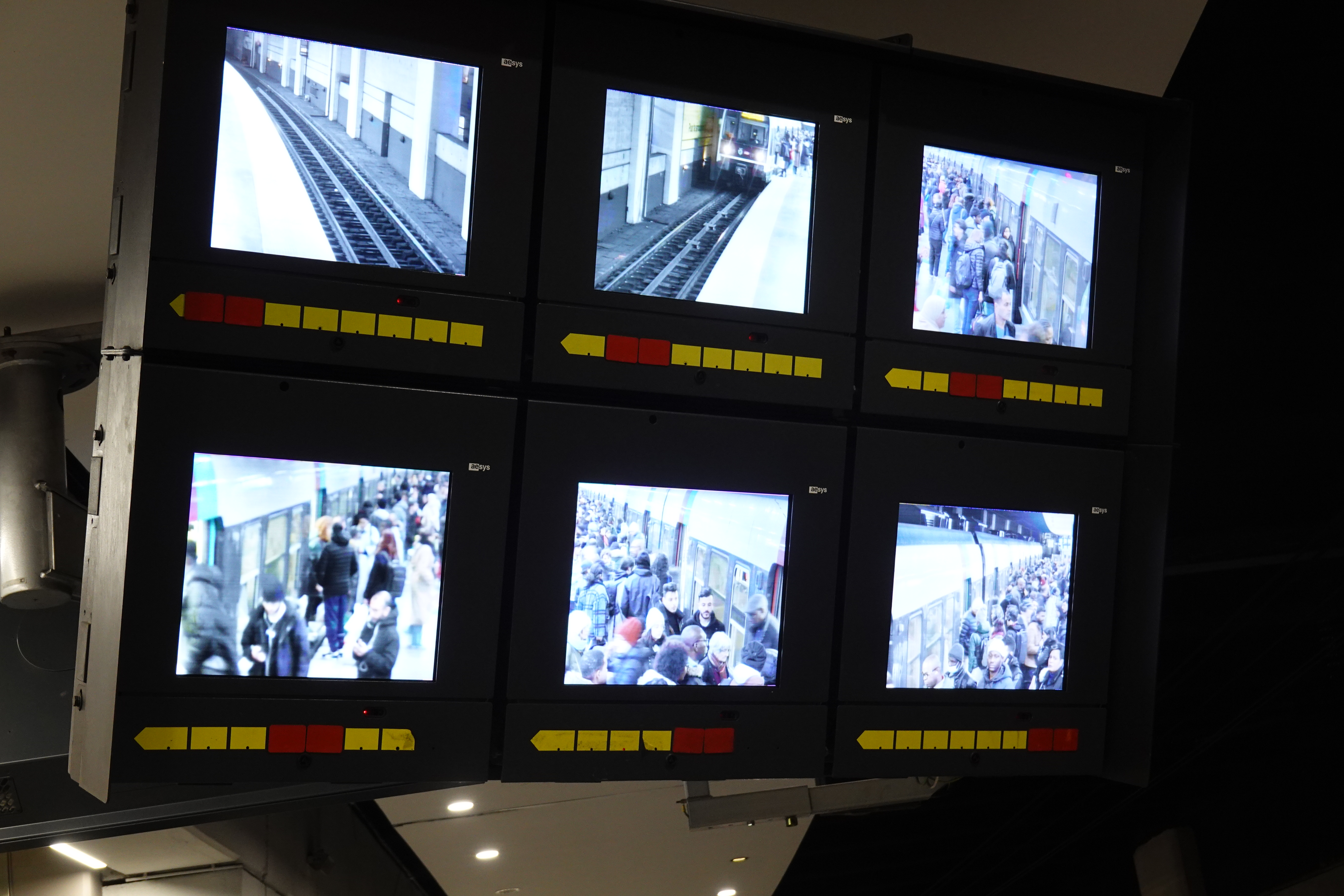
Écrans de contrôle sur la plateforme de Paris Nord.
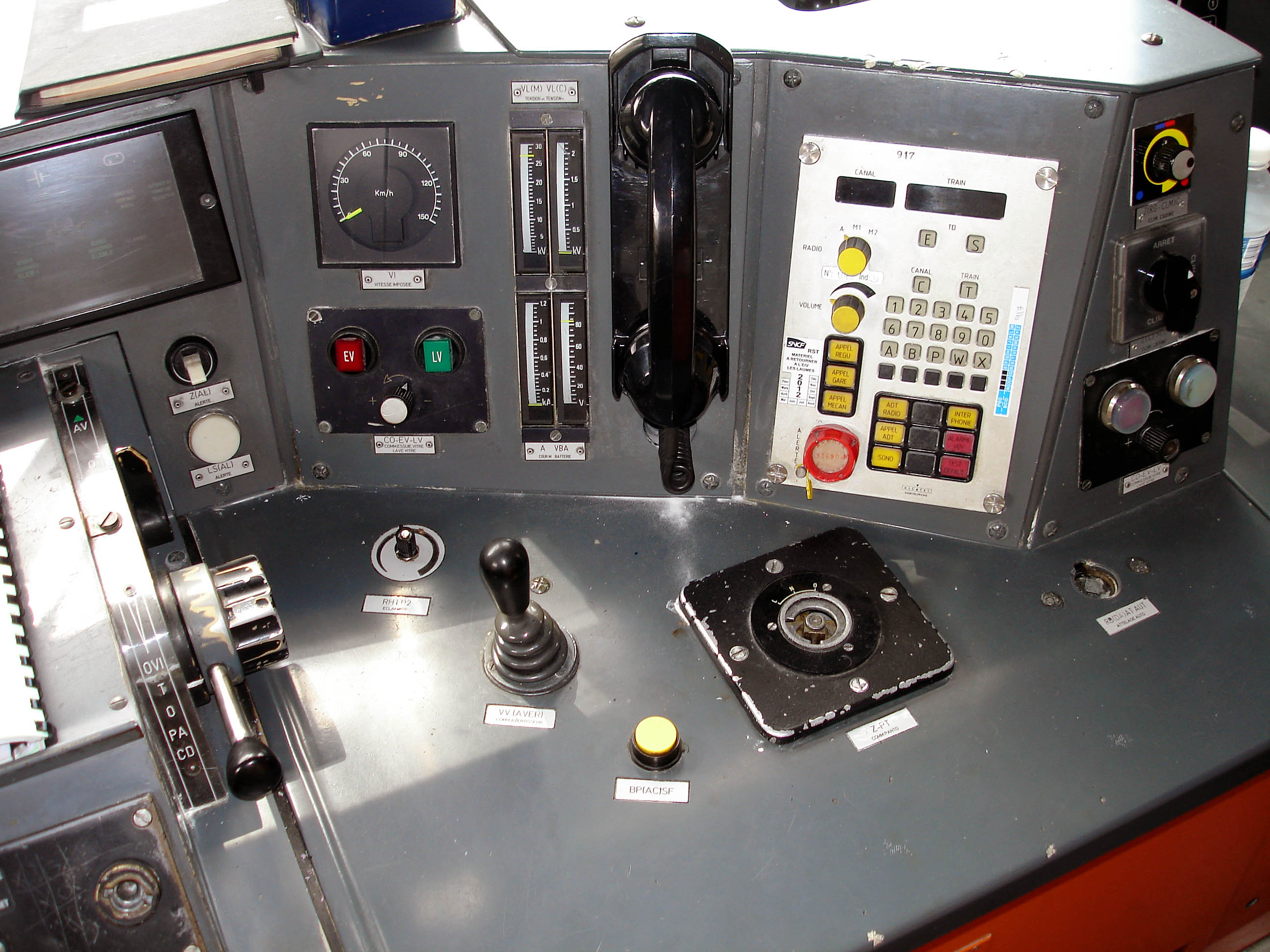
Équipement de la radio sol-train (à droite) dans la cabine d'une rame Z 20500.
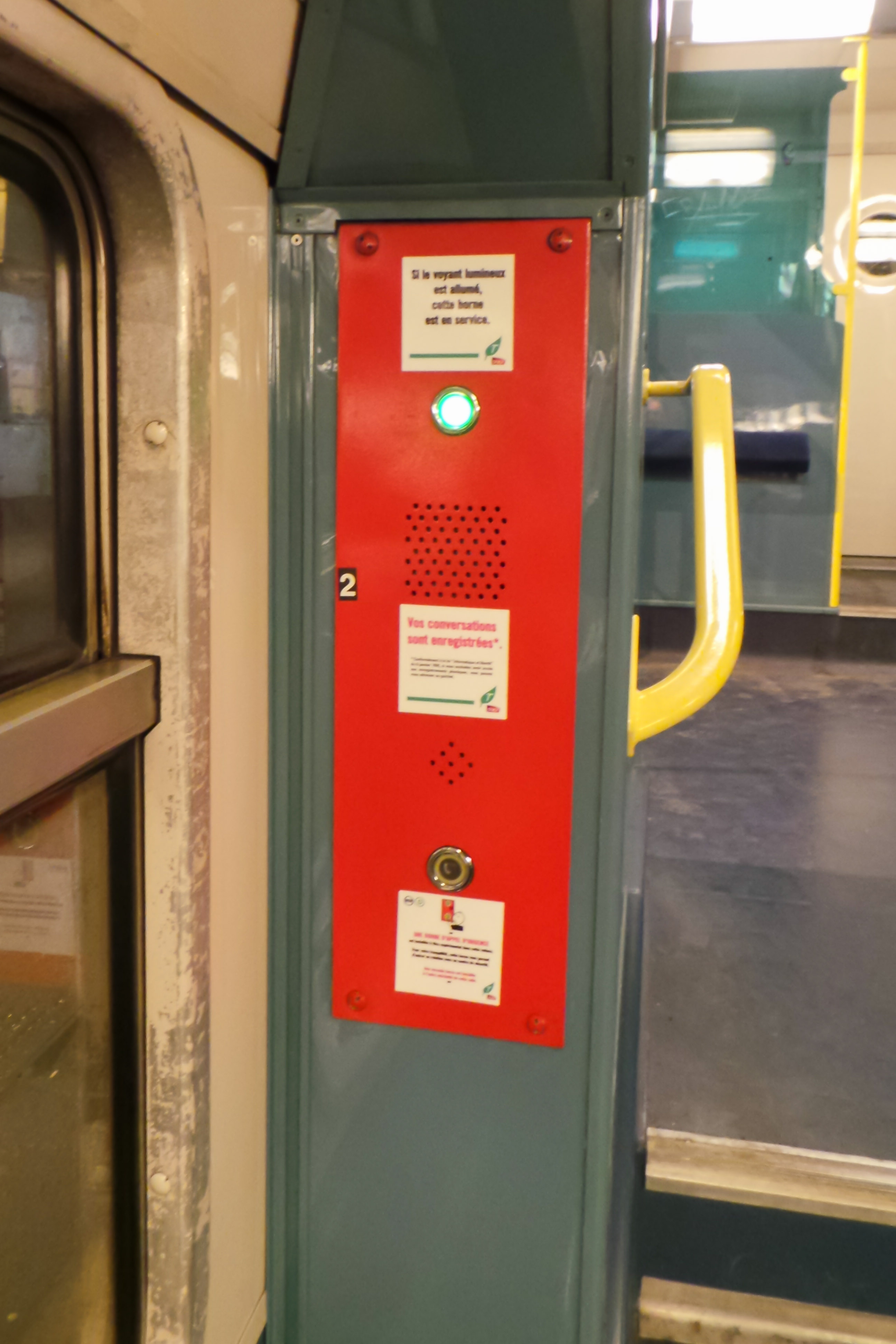
Système d'interphonie dans une voiture d'une rame Z 20500.

Un train ne peut en outre normalement circuler avec le seul conducteur que s'il est équipé du système de veille automatique, qui permet d'arrêter le train en cas de défaillance de l'agent de conduite.